# Stade Pierre de Coubertin (Cannes)
Das Stade Pierre de Coubertin ist ein Fußballstadion in Cannes, Département Alpes-Maritimes im Südosten Frankreichs. Derzeit wird es zumeist für Fußballspiele verwendet und ist Heimstätte des AS Cannes. Es verfügt über ein Fassungsvermögen von 16.000 Zuschauern (aus Sicherheitsgründen auf ca. 10.000 Plätze begrenzt) und ist nach dem französischen Sportfunktionär Baron Pierre de Coubertin benannt.
Ursprünglich als multifunktionaler Veranstaltungsort konzipiert, wurde das Stadion zunächst für Rugby und Leichtathletik genutzt. Ab Mitte der 1970er Jahre nutzten die Leichtathleten des Athlétic Club de Cannes und die Fußballer des AS Cannes das Stadion gemeinsam. Nachdem beide Vereine vermehrt Erfolge feierten und die Zusammenarbeit schwerer wurde, verließen die Leichtathleten 1986 das Stade Pierre de Coubertin und bezogen eine neue Heimstätte. Danach wurde das Stadion zu einem reinen Fußballstadion ohne Laufbahn für Leichtathleten umgebaut.
Zum Spiel des heimischen AS Cannes gegen Olympique Marseille kamen am 31. Juli 1993 17.401 Zuschauer, was bis heute den Stadion- und auch Vereinsrekord darstellt.
In den Jahren 2002 (Olympique Lyon gegen FC Lorient 5:1) und 2004 (Paris Saint-Germain gegen Olympique Lyon 6:7 im Elfmeterschießen) fand im Stade Pierre de Coubertin das Spiel um die Trophée des Champions, dem französischen Supercup zwischen Meister und Pokalsieger, statt.